# Lutherbrücke
Die Lutherbrücke ist eine denkmalgeschützte steinerne Auto-, Rad- und Fußgängerbrücke über die Spree in Berlin. Sie liegt im Bezirk Mitte und verbindet den Spreeweg im Ortsteil Tiergarten mit der Paulstraße im Ortsteil Moabit. Die 1891 bis 1892 errichtete Brücke liegt in unmittelbarer Nähe vom Schloss Bellevue und dem Park auf dem Bundespräsidenten-Dreieck. Sie wurde 1893 nach dem deutschen Reformator Martin Luther benannt.

## Geschichte
Der Bau der Lutherbrücke erfolgte auf Betreiben der Stadt Berlin, die eine Verbindung zu den an der Paulstraße gelegenen Gebäuden des Königlichen Proviantamtes und des Hamburg-Lehrter Güterbahnhofs herstellen wollte.
Für die Konstruktion der drei flachen Kreissegmentbögen mit einer lichten Weite zwischen 16,30 m und 17,00 m, die die Spree in einem Winkel von 71° überschlagen, war der Ingenieur und Regierungsbaumeister Karl Bernhard verantwortlich. Pfeiler und Widerlager der Brücke ruhen auf je zwei Meter dicken Betonfundamenten. Die Flusspfeiler sind an der Basis 3,15 m breit und verjüngen sich bis zur Höhe des Normalwasserstandes auf 2,60 m. Wegen der Krümmung des Spreeverlaufs an dieser Stelle liegt die Scheitelhöhe des mittleren Bogens mit fünf Meter über Normalwasserstand höher als üblich.
Die repräsentative Ausschmückung des Bauwerks, die der Nähe zum Schloss Bellevue geschuldet war, besorgte der Architekt Otto Stahn. Er ließ die Sichtflächen der Brücke mit Klinkern verblenden und vier große Brückenpfeilerköpfe aus Sandstein errichten, die sich mit Kapitell bis zur Höhe des Geländers erheben, wo gesockelte gusseiserne Laternen auf ihnen aufsitzen. Über jeden der Brückenbogen spannen sich beidseitig je fünf kunstvoll gearbeitete, schmiedeeiserne Geländer zwischen kugelköpfigen Sandsteinpostamenten und den Laternensockeln. Im Bereich der Widerlager an den vier Brückenköpfen erheben sich mächtige Obelisken, auf denen goldene Sterne aufsitzen.
Die Brücke ist zwischen den Geländern 25,88 m breit, wobei 15 m auf die Fahrbahn fallen und der Rest auf die beidseitigen Geh- und Radwege. Unter den mit Granitplatten belegten Gehwegen verlaufen Versorgungsleitungen mit Strom, Gas und Wasser. Der ursprüngliche Fahrbahnbelag bestand aus Holzpflaster; heute ist die Brücke asphaltiert.

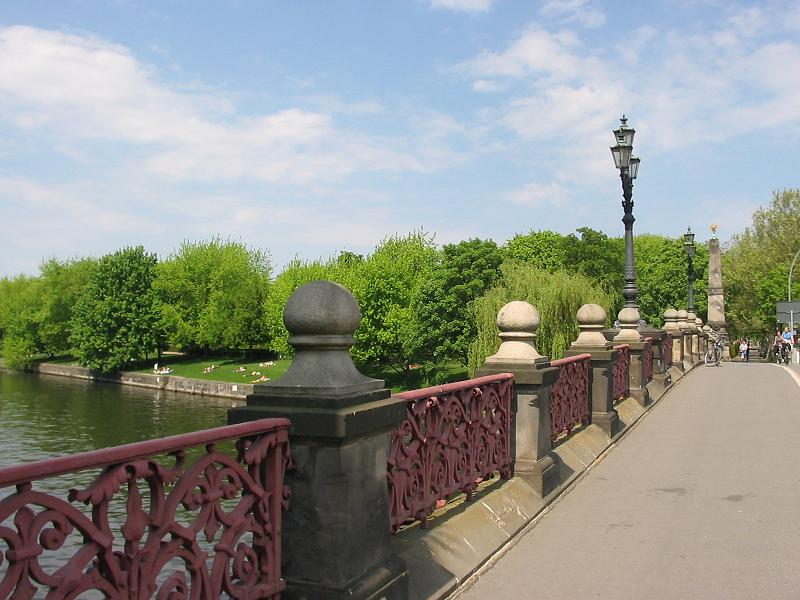
Schmiedeeisernes Brückengeländer mit Sandsteinsockeln, Laternen und Obelisk

1937 wurden die korrodierten Gaslaternen durch neue dreiarmige gusseiserne Kandelaber ersetzt und die stark in Mitleidenschaft gezogenen Postamentkugeln entfernt. Im Zweiten Weltkrieg trug die Lutherbrücke durch Sprengungen der deutschen Wehrmacht schwere Schäden davon. Der südliche Brückenbogen versank in der Spree, die Laternen gingen verloren. Die Brücke wurde gleich nach Kriegsende provisorisch repariert und 1950–1951 in vereinfachter Form wieder aufgebaut. Den verlorenen Bogen ersetzte eine Stahlbeton-Konstruktion mit Sandstein- und Klinkerverblendung.
Eine umfassende Renovierung der Lutherbrücke erfolgte in den Jahren 1974–1979, wobei auch Fahrbahn und Gehwege erneuert wurden. Zur Abdichtung wurde die Brücke auf ganzer Breite mit einer Aluminiumfolie mit beidseitiger Beschichtung aus Epoxidharz ausgelegt. Bei der Restauration wurden fehlende und schadhafte Teile des Mauerwerks ersetzt, so auch die Postamentkugeln, die nun aus Kunstharz bestehen. Die Brückengeländer und die Sterne auf den Obelisken reinigte und erneuerte man. Die verlorenen Kandelaber wurden nach alten Vorlagen neu geschaffen und am historischen Standort auf den Brückenpfeilerköpfen aufgestellt.